# توس غربی
توس غربی (نام علمی: Betula occidentalis) نام یک گونه از سرده توس است.